# Metabiantes machadoi
Metabiantes machadoi is een hooiwagen uit de familie Biantidae.